# Hopa (Artvin)
Pour les articles homonymes, voir Hopa.
Hopa est une ville et un district de la province d'Artvin dans la région de la mer Noire en Turquie.

## Géographie
Hopa se trouve près de la mer Noire à 17 km de la frontière géorgienne qui se trouve au nord. C'est un district montagneux et boisé au climat pontique, situé dans la partie orientale de la chaîne pontique.

## Histoire
Ce serait le site ancien d'Anaksoupê, devenu Hop, Hopa, Hupati.
Dans les sources, on le mentionne au Ve siècle comme une forteresse à la frontière entre le royaume de Lazique et l'Empire byzantin. D'un point de vue historiographique, l'hypothèse est émise que Hopa correspondrait à la cité fortifié du nom de Petra. Le pays était peuplé au XIXe siècle d'Arméniens, d'Hémichis, de Lazes et de Pontiques. La plupart sont passés au XXe siècle à l'islam et à la langue turque, et ceux qui ne l'ont pas fait ont été expulsés en 1923 selon les dispositions du traité de Lausanne.

Royaume de Lazique aux s